# Resolució 1599 del Consell de Seguretat de les Nacions Unides
La Resolució 1599 del Consell de Seguretat de les Nacions Unides fou adoptada per unanimitat el 28 d'abril de 2005. Després de reafirmar les resolucions anteriors sobre Timor Oriental (Timor-Leste), en particular les resolucions 1543 (2004) i 1573 (2004), el Consell va establir l'Oficina de les Nacions Unides a Timor Oriental (UNOTIL) per seguir endavant amb la Missió de Suport de les Nacions Unides a Timor Oriental (UNMISET) com a missió política especial per un any fins al 20 de maig de 2006.
La resolució va autoritzar un mandat de construcció de la pau, en comptes de manteniment de la pau per a UNOTIL.

## Resolució

### Observacions
En el preàmbul de la resolució, el Consell va encomiar a les persones i al govern de Timor Oriental per la pau i l'estabilitat aconseguides a Timor Oriental.
UNMISET també va ser elogiat pel seu treball al país. El Consell va prendre nota de la recomanació del secretari general Kofi Annan que les Nacions Unides havien de romandre a Timor Oriental a un nivell reduït i que les institucions es trobaven en procés de consolidació.

### Actes
La resolució va establir UNOTIL durant un any per impulsar el desenvolupament de les institucions estatals i la Policia Nacional de Timor Oriental i la formació sobre governança democràtica i drets humans a través de la provisió de funcionaris pertinents. La UNOTIL havia d'estar encapçalada per un Representant Especial del Secretari General i posava èmfasi en la transferència d'habilitats i coneixements per oferir millors serveis i construir la capacitat de les institucions.
Mentrestant, el Consell insta als organismes, donants i institucions financeres de les Nacions Unides que continuessin contribuint al desenvolupament de Timor Oriental i subratllessin la necessitat de retre comptes a les greus violacions dels drets humans comeses en 1999.